# 屯門第16區運動場
屯門第16區運動場（又稱屯門大球場或屯門區域運動場）是香港一座擬建的大型戶外運動場，位於新界屯門西南部第16區，沿屯門河河畔，毗鄰屯門游泳池及擬建的港鐵屯門南延綫第16區站。該運動場佔地約5.79公頃，設計容量為5,000名觀眾，旨在符合亞洲足球協會（亞足聯）亞冠賽事標準。現址目前用作臨時巴士廠（包括九巴屯門南廠及城巴屯門車廠）、建造業議會訓練場地及公眾停車場。

## 沿革

### 規劃與進展
屯門第16區運動場的構想最早於2008年由政府提出，旨在為新界西北區提供符合國際標準的體育設施。2009年，康樂及文化事務署向屯門區議會提交初步計劃，當時設計包括一個3,500座位的有蓋看台。經區議會討論後，計劃調整為提供5,000個固定座位，並納入防噪音措施及交通配套設施，以回應社區需求。2012年，建築署完成技術可行性研究，確認擴容方案的可行性並獲批撥款，標誌著項目進入更具體的規劃階段。
2017年，該項目被納入政府《體育及康樂設施五年計劃》，與元朗大球場重建及香港仔運動場提升工程並列，作為提升香港足球設施水平的重要舉措。2019年，修訂方案進一步獲得屯門區議會支持，新增休憩用地及公眾停車場功能，體現「一地多用」的政策理念。然而，項目自提出以來進展緩慢，主要因為現址被九巴、城巴車廠及建造業議會訓練場地臨時占用，土地清空工作成為主要障礙。
2025年，文化體育及旅遊局局長羅淑佩報告最新進展，九巴已獲批浩和街南端土地，並於同年3月展開土地平整工程。然而，城巴於浩和街北端的選址因地下渠務設施影響加油站及洗車機設置，技術問題尚未解決，導致搬遷進度受阻。部分區議員批評項目延誤導致成本上升，敦促加快巴士廠搬遷進度。為加速進展，政府計劃採用「設計及建造」模式，同步推進前期工作。根據建築署資料，項目預計於2025年動工，2029年竣工，但最終時程仍取決於巴士廠搬遷的完成情況。

### 設施與設計
屯門第16區運動場的設計以滿足亞足聯標準為目標，設有一條400米8線全天候人造跑道、一個11人天然草地足球場及田徑設施，配備貴賓室及新聞發布室。場內另設熱身區，包括一條300米4線跑道及7人足球場。周邊休憩空間將提供蔭棚、避雨亭、兒童遊樂場及健身設施，結合「一地多用」理念，滿足多元化社區需求。項目與港鐵屯門南延綫的第16區站（預計2030年啟用）相鄰，未來將形成便捷的交通網絡，方便居民及觀眾前往。此外，新增的公眾停車場將有助緩解屯門區的泊車壓力。

## 未來展望
屯門第16區運動場建成後，將成為新界西北首個符合亞足聯標準的專業足球場，與重建後的元朗大球場及香港仔運動場共同提升香港舉辦國際足球賽事的能力。該設施不僅為屯門居民提供高質量的體育及休閒空間，亦將促進區域體育發展，配合港鐵屯門南延綫的交通優勢，進一步推動屯門南部的社區連繫與經濟活力。